# Mandalay (Film)
Mandalay ist ein US-amerikanischer Spielfilm von Michael Curtiz aus dem Jahr 1934 mit Kay Francis in der Hauptrolle. Der Film ist unmittelbar vor dem Inkrafttreten der verschärften Zensurvorschriften in den Verleih gekommen und geht in seiner Darstellung von Prostitution, Menschenhandel und ungesühntem Kapitalverbrechen so weit, dass er in späteren Jahren nicht mehr kommerziell aufgeführt werden durfte.

## Handlung
Tanya Borodoff ist eine junge naive Frau, die an der Seite ihres Geliebten, des Kriminellen Tony Evans, durch Südostasien reist. Als Tony in Rangoon von seinen Gläubigern bedroht wird, verkauft er Tanya an Nick, den Inhaber des teuersten Bordells der Stadt. Tanya ist anfangs verzweifelt, doch bald steigt sie als Spot White zur Attraktion des Etablissements auf und hat Kunden aus der besten Gesellschaft. Sie lebt in großem Luxus, doch innerlich fühlt sie sich leer und desillusioniert. Eines Tages soll Tanya deportiert werden, doch im Gegenzug erpresst sie einen ranghohen Beamten der Kolonialregierung um 10.000 Rupien und die Zusage, nicht deportiert zu werden. Tanya weist den verdutzten Mann darauf hin, dass sie auf einem Maskenball immerhin sein itty-bitty Baby gewesen sei. Um seinen guten Ruf zu wahren, stellt er Tanya einen Scheck aus. Eine glückliche Tanya kommentiert den Coup mit den Worten:

„Kein schlechter Preis dafür, nicht deportiert zu werden.“

Sie flieht auf einen Dampfer Richtung Mandalay und lernt dort Dr. Gregory Burton kennen, der sie behandelt. Der Arzt ist auf der Flucht vor seinem Gewissen, da er den Tod vieler Unschuldiger zu verantworten hat, die starben, weil er Hygienevorschriften nicht beachtet hatte. Beide entdecken ihre Gefühle füreinander und wollen gemeinsam eine neue Zukunft beginnen, als plötzlich Tony wieder auftaucht und Tanya bedroht, ihre Vergangenheit zu enthüllen. Tanya vergiftet Tony, der im Todeskampf über Bord in den Fluss fällt, ohne dass einer der Passagiere die Vorkommnisse bemerkt hätte. Tanya und Dr. Gregory beschließen darauf hin, ihre Schuld zu sühnen, indem sie im Dschungel von Burma gegen eine tödliche Seuche ankämpfen wollen.

## Hintergrund
Kay Francis war 1932 von Paramount im Zuge eines damals viel beachteten talent raid gemeinsam mit Ruth Chatterton und William Powell zu Warner Brothers gewechselt mit dem Versprechen von mehr Gage und besseren Rollen. Während Powell und Chatterton mehr oder weniger rasch wieder das Studio verließen, blieb Francis bei Warners und spielte jede Art von Rollen, die das Studio ihr anbot, solange ihr Name über dem Titel stand und sie pünktlich ihr Gehalt bekam. Anders als Chatterton hatte sie kein vertragliches Mitspracherecht bei der Auswahl der Rollen und so bekam sie oft Projekte, die von Chatterton abgelehnt wurden: The House on 56th Street und eben Mandalay.
Der Film ist ein klassisches Beispiel für die sogenannten pre-code Filme, die vor dem Wirksamwerden des Production Code im Juni 1934 in den Verleih kamen. Mandalay geht in der Darstellung von Sex, Prostitution, Gewalt, Korruption, Erpressung, Mord und Verrat so weit, wie es der gute Geschmack gerade noch zuließ. Auch die Kostüme sind gewagt. Kay Francis, die sich in den Jahren den Ruf einer bestangezogenen Frauen von Hollywood erworben hatte, trägt in einer Szene ein besonders spektakuläres, enganliegendes Kleid aus Goldlamé, dessen Ausschnitt einer exklusiven Prostituierten absolut würdig ist. Zwar wird nicht offen ausgesprochen, um was für ein Etablissement es sich bei Nick’s Place handelt, in das Tanya verkauft wird, doch der Dialog zwischen Tanya und Tony klärt alle Missverständnisse auf:
„What are these girls?“ (Was sind das für Mädchen?)
„Just like café girls anywhere.“ (Caféhausmädchen, wie überall)
„You mean..?“ (Du meinst...)
„I mean exactly that, my dear.“ (Das ist exakt das, was ich damit ausdrücken will, mein Schatz..)
Auch die genaue Art der Arbeit, der Tanya später nachgeht, bleibt nicht im Ungefähren. An einer Stelle bemerkt ein „Kunde“, man solle Tanya alias „Spot White“ doch lieber „Spot Cash“ nennen, da sie so geschäftstüchtig sei. Spot White kümmert sich als Hauptattraktion von Nick’s Place ausdrücklich um alle Ethnien, auch Asiaten, was nach 1934 ein absolutes Tabuthema wurde. Der Film zeigt ganz am Anfang eine Szene, in der Kay Francis nackt aus einer Badewanne steigt, um ihren Liebhaber Tony zu begrüßen. Um die Szene überhaupt auf die Leinwand zu bekommen, mussten die Produzenten einen Trick anwenden. Francis steigt aus der Wanne, schlingt sich ein Handtuch um und geht zum offenen Fenster, auf dessen anderer Seite Cortez steht. Beide küssen sich durch das Fenster und Francis verliert dabei ihr Handtuch. Am schwersten wiegt jedoch der Umstand, dass Tanya mit dem Mord an Tony mehr oder weniger ungestraft davonkommt. Vor dem Hintergrund ist es verständlich, dass der Film nach 1934 nicht wieder kommerziell aufgeführt werden durfte.
Bis heute ist nicht ganz klar, ob Shirley Temple eine Szene in dem Film hatte. Die meisten Publikationen nennen Temples Namen immer noch als Darstellerin, während IMDB behauptet, ihre Szenen seien „deleted“, also bei Endschnitt herausgenommen worden. Die Dreharbeiten fanden im Oktober 1933 teilweise auf dem San Joaquim River nahe Sacramento auf einem alten Schaufelraddampfer, der Capital City statt.
Der Film kam unter seinem Originaltitel in den 1930ern in Österreich in die Kinos.

## Kinoauswertung
Die Produktionskosten lagen mit 294.000 US-Dollar deutlich über dem sonst üblichen Schnitt bei Warner Brothers. Die Gesamteinnahmen lagen bei 629.000 US-Dollar und erlaubten es dem Studio, am Ende einen Gewinn in Höhe von 83.462 US-Dollar zu realisieren.